# Fort Loramie

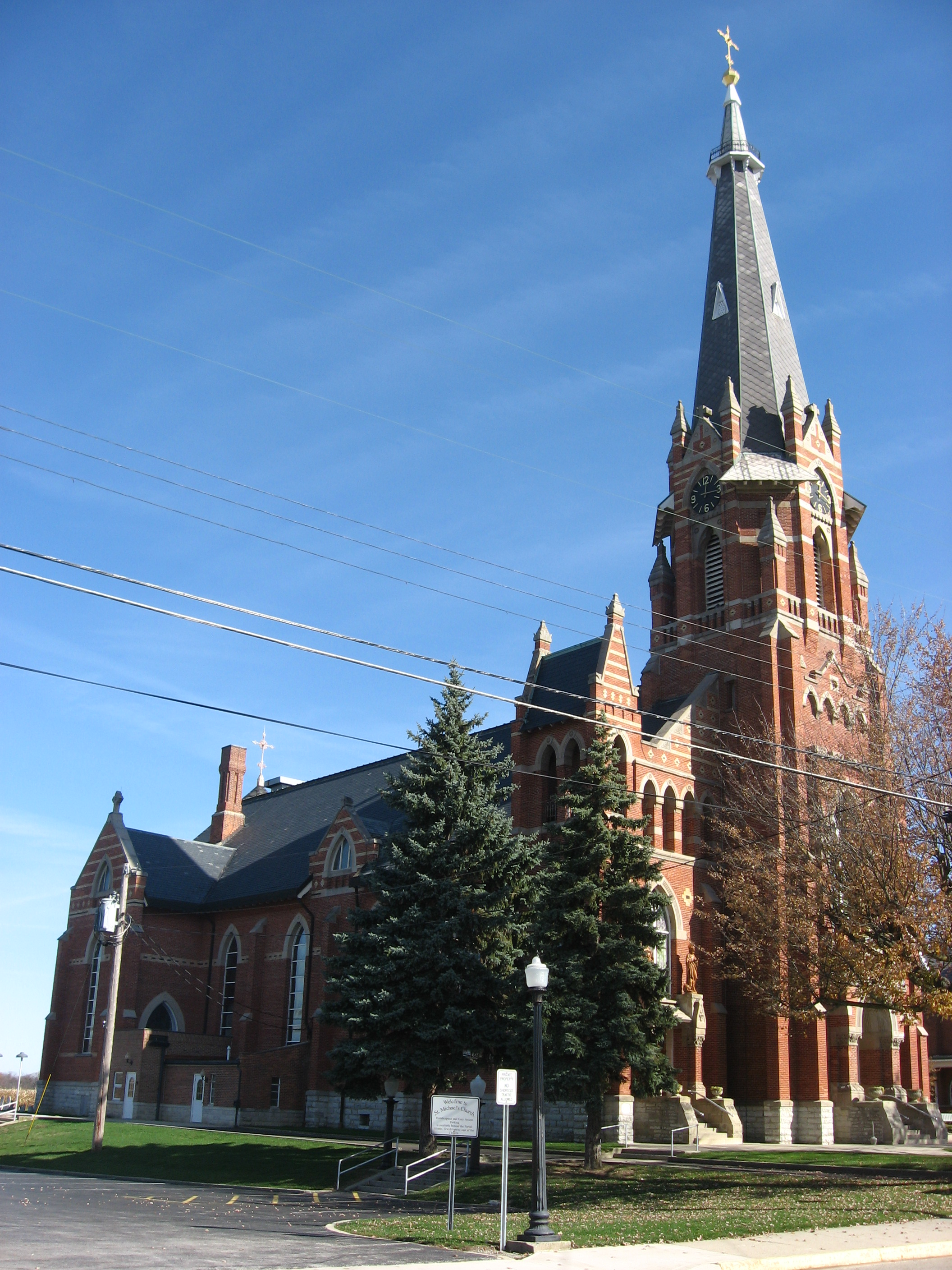
Fort Loramie – kościół katolicki

Fort Loramie – wieś w USA, w stanie Ohio, w hrabstwie Shelby. Nazwa miejscowości pochodzi od nazwiska założyciela Pierre’a Loramiego.

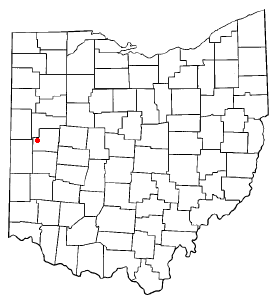
Fort Loramie na planie stanu Ohio

Liczba mieszkańców w 2010 roku wynosiła 1 478, a w roku 2012 wynosiła 1 492.